# それぞれの明日へ (家入レオの曲)
「それぞれの明日へ」（それぞれのあしたへ）は、家入レオの楽曲。2016年11月29日にColourful Recordsより配信限定シングルとして発売された。作詞は家入、作曲は多保孝一、編曲は本間昭光が手がけた。第95回全国高等学校サッカー選手権大会の応援歌として書かれた楽曲で、Billboard Japan Hot 100では最高位51位を獲得した。

## 背景
「それぞれの明日」は、第95回全国高等学校サッカー選手権大会の応援歌として書き下ろされた楽曲。大会のスタッフから応援歌を依頼され、家入はサッカーのビデオを観たうえで楽曲の制作を行った。このことについて、家入は「高校サッカーのスタッフの方が完全に私に託してくれた。」「選手の人たちはもちろん、何かを頑張っている人の背中を押せたら良いなと思って書いた。」と語っている。楽曲のタイトルには、「それぞれの人に同じ明日はなく、そこで学んだことがそれぞれの未来に活きてほしい」という思いが込められている。
2016年11月29日に配信限定シングルとして発売され、2019年12月12日付のBillboard Japan Hot 100では最高位51位を獲得した。
2017年1月9日に埼玉スタジアム2002で開催された第95回全国高校サッカー選手権の決勝大会で、家入が登場して本作を披露した。
2017年2月15日に発売されたベスト・アルバム『5th Anniversary Best』に収録され、アルバム初収録かつ初CD化となった。

## ミュージック・ビデオ
本作のミュージック・ビデオが制作されており、2016年12月2日に公式YouTubeチャンネルでショートバージョンが公開され、2020年2月2日にフルサイズ版が公開された。
監督は坂本あゆみで、11月中旬に千葉県内にある高校で撮影が行われた。ミュージック・ビデオには、舞台となった高校の吹奏楽部の生徒や近隣の高校のシンフォニックオーケストラ部員が参加している。
このミュージック・ビデオは、ベスト・アルバム『5th Anniversary Best』の初回限定盤Bに付属のDVDに収録されており、同DVDにはミュージック・ビデオのメイキング映像も収録された。

## シングル収録曲
| #         | タイトル             | 作詞      | 作曲      | 編曲      | 時間 |
| --------- | -------------------- | --------- | --------- | --------- | ---- |
| 1.        | 「それぞれの明日へ」 | 家入レオ  | 多保孝一  | 本間昭光  | 5:30 |
| 合計時間: | 合計時間:            | 合計時間: | 合計時間: | 合計時間: | 5:30 |

## 収録アルバム
- 5th Anniversary Best